# Nikolaj iz Mire
Nikolaj iz Mire, znan tudi pod imeni Nikolaj iz Barija, Nikolaj Barijski, sveti Nikolaj in sveti Miklavž, krščanski škof in svetnik, * med 270 in 286, Patara, današnja Turčija, † 6. december med 326 in 351, Mira, današnja Turčija. 
Posebej znan je bil po svoji darežljivosti. V slovenščini se uporablja ime Nikolaj zlasti v razpravah o njem kot zgodovinski osebnosti, kot Miklavž pa se označuje v njegovi obdarovalni praznični vlogi. V Sloveniji je drugi svetnik po številu cerkva, ki so mu posvečene (takoj za Devico Marijo). Poleg tega so mu posvečene tri izmed šestih stolnic.

## Življenjepis
Sveti Nikolaj (grško Νικόλαος: Nikólaos, kar pomeni zmaga ljudstva) se je rodil ob koncu 3. stoletja našega štetja v kraju Patara v Mali Aziji. Oče in mati sta mu umrla, ko je bil še precej mlad. Od takrat naprej je zanj skrbel stric. Kot mladenič se je preselil v mesto Mira, kjer ga je stric seznanil s tamkajšnjim škofom. Ta je pomagal mlademu Nikolaju, da se je popolnoma posvetil krščanstvu in ga je tudi posvetil v duhovnika. V tem času je bilo krščanstvo še nezaželeno in tudi Nikolaja so rimske oblasti preganjale, zlasti v času cesarja Dioklecijana in Galerija. Naslednji cesar Licinij je bil do kristjanov bolj toleranten. Ko je na cesarski prestol prišel Konstantin I., pa je bilo krščanstvo deležno še dodatnih ugodnosti.
Cesar Konstantin je sklical tudi prvi ekumenski koncil v Nikeji (Niceji) leta 325. Na koncilu je Nikolaj ostro nastopil proti Ariju in njegovem nauku, po njem imenovanem arianizem. Po nekaterih legendah so Nikolaja celo zaprli, ker je Arija fizično napadel, pozneje pa se je udeležencem koncila prikazala Devica Marija in ukazala, da morajo Nikolaja izpustiti. Ob koncu koncila so udeleženci sprejeli Nicejsko veroizpoved (kasneje razširjeno v Nicejsko-carigrajsko veroizpoved) in prepovedali arianizem.
Po koncilu je Nikolaj nadaljeval škofovsko službo v Miri. O njegovi smrti ni zanesljivih podatkov. Verjetno je umrl 6. decembra, ker je to tudi njegov godovni dan, letnica pa je sporna (najpogosteje se omenjajo letnice 326, 345 in 351).
V letu 1087 so italijanski trgovci (po drugih virih: pirati) prinesli Nikolajeve posmrtne ostanke v italijansko mesto Bari, zato je ponekod znan tudi kot Nikolaj iz Barija.

## Čaščenje
Sveti Nikolaj velja za zaščitnika mornarjev in ribičev, verjetno zato, ker se je njegova družina ukvarjala s pomorstvom oziroma z ribištvom. Cerkve svetega Nikolaja pogosto najdemo ob pomembnih pomorskih pa tudi rečnih plovnih poteh. Stolnica v Ljubljani je posvečena svetemu Nikolaju, saj je bila Ljubljanica včasih pomembna plovna reka.

## Obdarovanje
Nikolaj naj bi se rodil v premožni družini, vendar vse podedovano bogastvo razdal revnim, zato se ga od nekdaj drži sloves radodarnega svetnika. V številnih deželah, zlasti v osrednji Evropi, je sveti Nikolaj povezan z obdarovalnimi prazniki, in sicer v noči s 5. na 6. december, na Nikolajev godovni dan.
V novejšem času je začel Miklavža kot obdarovalca izpodrivati Božiček, katerega praznik izvira iz Amerike, ponekod pa tudi Dedek Mraz, ki izvira iz Rusije. Miklavž se kot praznični obdarovalec loči zlasti po naslednjih lastnostih:
- Domovanje: Miklavž je opisan kot svetnik, ki se na zemljo spušča iz nebes.
- Datum: God sv. Miklavža je 6. decembra in na ta dan zjutraj ali pa že 5. decembra zvečer se po ustaljenem običaju obdaruje otroke.
- Oblačila: Miklavž je bil škof, in je zatorej prikazan kot oblečen v škofovska liturgična oblačila, na glavi ima škofovsko mitro, v roki pa škofovsko palico.
- Spremstvo: angeli in parkeljni (hudiči oz. demoni).
- Prevoz: Ni jasne tradicije v zvezi z načinom potovanja Miklavža; nekatere navajajo, da prihaja peš ali tudi na saneh (ki pa jih ne vlečejo severni jeleni, ampak konjska vprega).

## Sveti Nikolaj v glasbi
O svetem Miklavžu obstaja več glasbenih del, zlasti na angleškem jezikovnem področju.

### OperetaMiklavž prihaja
Salezijanski duhovnik Jerko Gržinčič je napisal Božično opereto z naslovom Miklavž prihaja v treh dejanjih. V glasbeni igri sodeluje množica otrok, ki predstavljajo angele, parkeljne, svetega Krišpina in Gerarda ter druge osebe. Premiera je bila izvedena prvič pred drugo svetovno vojno v Hotelu Union v Ljubljani z velikim uspehom.
- Prvo dejanje se dogaja v nebesih z angeli, ki se pripravljajo na veliko slovesnost in odhod na Zemljo. Oni bodo nesli darove dobrim otrokom. Sveti Krišpin (čevljar) in sveti Gerard (krojač) izdelujeta čevlje in obleke za revne otroke.
- Drugo dejanje se dogaja v modernem peklu. Hudiči z Luciferjem na čelu berejo slabe časopise, pojejo in načrtujejo, kako bodo zapeljali otroke in mladino na slabo pot in jih tako dobili v pekel Zatem odločijo, da bodo spremljali svetega Miklavža in kaznovali poredne otroke.
- Tretje dejanje se dogaja na Zemlji. Sveti Miklavž sedaj prihaja pozdravljajoč občinstvo, ob spremstvu angelov in parkeljnov. Sveti škof poučuje v nagovoru ne le otroke, ampak tudi njihove starše, prijatelje in sorodnike: bodite dobri in pridni, pobožni in velikodušni. Sedaj dobri otroci prejmejo darove – nekoč pa v raju veselje. Poredni otroci sedaj dobivajo šibo, nekoč pa trpljenje v peklu, če ne bodo popravili svojih napak. Na koncu sveti Miklavž vsem skupaj vošči vesel Božič z željo, da živijo v miru in slogi.